# Scincella boettgeri
Scincella boettgeri (земляний сцинк Беттгера) — вид сцинкоподібних ящірок родини сцинкових (Scincidae). Ендемік Японії. Вид названий на честь німецького зоолога Оскара Беттгера.

## Поширення і екологія
Земляні сцинки Беттгера мешкають на островах Сакісіма на півдні архіпелагу Рюкю, що включають в себе групи островів Міяко і Яеяма. Вони живуть у впервнинних і вторинних субтропічних лісах, в лісовій підстилці. Ведуть денний спосіб життя, живляться комахами і павуками. Самиці в період з березня по липень відкладають від 4 до 11 яєць.